# 希利夫卡 (雷舍蒂利夫卡市鎮)
什利夫卡（羅馬化：Shylivka）是位於烏克蘭中部波爾塔瓦州波爾塔瓦區雷舍蒂利夫卡市鎮內的村莊，處於普肖爾河畔，距離帕嫩基4公里，海拔高度80米，2001年人口443。